# آنتوان بیزار
آنتوان بریزار (فرانسوی: Antoine Brizard‎؛ زادهٔ ۲۲ مهٔ ۱۹۹۴) بازیکن والیبال اهل فرانسه است.